# Hapalophyllum vrazi
Hapalophyllum vrazi är en insektsart som först beskrevs av Bolívar, I. 1898.  Hapalophyllum vrazi ingår i släktet Hapalophyllum och familjen vårtbitare. Inga underarter finns listade i Catalogue of Life.